# Олтяну, Константин
Константин Олтяну (рум. Constantin Olteanu; 5 июля 1928 , Вулкана-Панделе, жудец Дымбовица, Валахия — 1 мая 2018) — румынский военный, государственный и политический деятель. Министр национальной обороны Социалистической Республики Румыния (1980—1985). Секретарь ЦК Коммунистической партии Румынии (1988—1989). Историк, профессор, доктор исторических наук. Генерал-полковник. Мэр Бухареста (16 декабря 1985 — июнь 1988).

## Биография
Выпускник профтехшколы. В 1947 году вступил в Союз коммунистической молодежи Румынии (Uniunea Tineretului Comunist). В 1949 году призван в румынскую армию. Прошёл обучения в военно-политической школе. В 1949 г. в звании лейтенанта назначен замполитом и пропагандистом в подразделение бронетанковых войск. С 1953 года — член Коммунистической партии Румынии.
В 1956 году окончил факультет бронетанковых и механизированных войск Военно-политической академии «Георге Георгиу-Деж» в Бухаресте. В 1955 — капитан. С ноября 1956 года по сентябрь 1957 года работал преподавателем на кафедре истории академии, вёл курс на факультете истории в партийной школе «Штефана Георгиу».
С октября 1957 по октябрь 1960 года — инспектор и преподаватель общеполитического бюро вооруженных сил Румынии.
Получил докторскую степень в области истории в Академии социальной политики «Штефана Георгиу». С октября 1960 года по август 1964 — сотрудник Центрального департамента Комитета по военным и судебным вопросам, с августа по декабрь 1964 — инструктор Высшего Политсовета армии.
В 1964 г. подполковник Олтяну стал первым заместитель начальника, а в 1967 году — руководителем управления контроля в министерстве национальной обороны.
С декабря 1964 года — на партийной работе. С 1965 по 1967 год одновременно читал лекции в Академии социальной политики «Штефана Георгиу».
С 1 апреля 1968 года по 15 мая 1973 года — руководитель отдела ЦК партии по контролю за работой Министерства обороны, Министерства внутренних дел, а также судебных органов Румынии.
В 1969 году ему присвоено звание полковника. В мае 1973 назначен заместителем начальника Главного управления Комитета по военным и судебных делам, занимал эту должность до марта 1978 г. На XI съезде Коммунистической партии Румынии в ноябре 1974 года он был избран кандидатом в члены ЦК РКП. В том же году стал генерал-майором.
В марте 1978 года получил назначение руководителем отдела ЦК по военным и судебных дел, в этой должности работал до 26 марта 1979 года.
С 3 апреля 1979 года по 29 марта 1980 был начальником Генерального штаба Патриотической гвардии Социалистической Республики Румынии (Gărzilor Patriotice) и военным советником Генерального секретаря ЦК РКП Николае Чаушеску. С апреля 1979 года по декабрь 1985 года — член Совета обороны Социалистической Республики Румынии (Consiliul Apărării аль Republicii Socialiste România), с сентября 1979 года — член парткома аппарата ЦК РКП.
Депутат XII съезда Коммунистической партии Румынии (1979), член ЦК РКП (до 22 декабря 1989).
В августе 1981 года ему присвоено звание генерал-лейтенанта, а в 1982 году — генерал-полковника.
С 29 марта 1980 года по 16 декабря 1985 г. занимал пост Министра национальной обороны Социалистической Республики Румыния.
С 16 декабря 1985 по июнь 1988 года — мэр столицы Румынии — Бухареста.
На XIII съезде КПР избран членом Исполнительного комитета Политбюро ЦК, был им до падения режима Чаушеску в декабре 1989 года.
На XIV съезде КПР (1989) избран секретарём ЦК КП Румынии, первоначально, ответственным за пропаганду и средства массовой информации, позже, внешних отношений (с мая 1988 года до декабря 1989 года).
После румынской революции (1989) и свержения Чаушеску 31 декабря 1989 года был арестован и отправлен в тюрьму в Бухаресте.
В январе 1990 года генерал-полковник Константин Олтяну был отправлен в отставку. В ходе процесса в 1990—1992 г. Бухарестский военный суд вынес ему оправдательный приговор, против чего резко возражал прокурор.
28 ноября 1996 освобождён из заключения.
После освобождения до последнего времени работал профессором исторического факультета университета «Спир Харет» Бухареста. Автор ряда исследований по истории и теории военного дела. Являлся членом Общества исторических наук Румынии и Национального совета Общества исторических наук Румынии.
В 1975 г. награждён премией «Стефана Георгиу» Румынской академии.

## Избранные публикации
- Asalt la redute: Eroi ai războiului pentru independență (Ed. Militară, 1969) (в соавт.)
- Patru decenii sub drapel : Generalul Alexandru Cernat (Ed. Militară, 1971)
- 1947 : Un an de transformări revoluționare în România (Ed. Politică, 1972)
- Activitatea Partidului Comunist Român în armată : 1921—1944 (Ed. Militară, 1974) (в соавт.)
- Masele populare în războiul de independență (Ed. Militară, 1977)
- Asalt la redute: Eroi ai războiului pentru independență (Ed. Militară, 1977) (в соавт.)
- Cronica participării armatei române la războiul pentru independență 1877—1878 (Ed. Militară, 1977) (в соавт.)
- Contribuții la cercetarea conceptului de putere armată la români (Ed. Militară, 1979)
- Apărarea națională în concepția Partidului Comunist Român (1982) (в соавт.)
- Mișcarea muncitorească, socialistă, democratică, activitatea Partidului Comunist Român și apărarea patriei la români : Repere cronologice (1983) (в соавт.)
- Concepția politico-militară a tovarășului Nicolae Ceaușescu privind apărarea independenței patriei noastre socialiste (Ed. Militară, 1983) (в соавт.)
- Armata română în revoluția din august 1944 (Ed. Politică, 1984) (в соавт.)
- Conținutul și trăsăturile doctrinei militare naționale (1984)
- Evolutia structurilor ostășești la români (1986)
- România în războiul pentru independență din 1877—1878 (в соавт.)
- Considerații asupra coalițiilor politico-militare în lumina doctrinei militare naționale
- România în anii primului război mondial (в соавт.)
- Istoria patriei — nesecat izvor de dezvoltare a gândirii noastre militare
- Geneza armatei permanente în țara noastră
- Principalii factori care determină capacitatea de luptă a armatei
- Opinii în legătură cu funcția socială a armatei române în perioada 1919—1940
- Arta militară românească în războiul pentru independență 1877—1878
- Apărarea litoralului românesc al Mării Negre — obiectiv important în cadrul apărării strategice a teritoriului României
- Coaliții politico-militare. Privire istorică (Ed. Fundației «România de Mâine», București, 1996)
- Comandamentul armatei române în campania din 1877—1878 (Ed. Albatros, 1998) (в соавт.)
- România — o voce distinctă în Tratatul de la Varșovia: memorii 1980—1985 (Ed. ALDO, București, 1999)
- File din istoria Bucureștilor. Însemnările unui primar general (Ed. Aldo, 2004)
- România și Tratatul de la Varșovia — Istoric. Mărturii. Documente. Cronologie (Ed. Pro-Historia, București, 2005) (в соавт.)
- «O viață de om. Dialog cu jurnalistul Dan Constantin», Editura Niculescu, 2012